# ダグラス・ウィック
ダグラス・ウィック（Douglas Wick, 1954年4月7日 - ）は、アメリカ合衆国の映画プロデューサーである。2000年の映画『グラディエーター』でアカデミー作品賞を受賞した。

## 生い立ちと私生活
父親は米国情報局の映画監督のチャールズ・Z・ウィックである。
イェール大学を優秀な成績（cum laude）で卒業。
1986年にルーシー・フィッシャーと結婚し、娘を3人もうけた。

## キャリア
イェール大学に映画業界に入る。初めてクレジットされた作品はアラン・J・パクラの『結婚ゲーム』であった。1988年の『ワーキング・ガール』で初めてプロデューサーを務める。
1999年、映画製作会社「レッド・ワゴン・エンターテインメント」を設立。2001年には会社を拡大し、パートナーであり妻でもあるルーシー・フィッシャーを共同会長に迎え入れた。
2000年公開の『グラディエーター』によりアカデミー作品賞、英国アカデミー賞作品賞などを受賞した。